# 张延喜
张延喜（1937年—），江苏扬州人。中华人民共和国政治人物。
1959年，毕业于上海水产学校（现已更名为上海海洋大学）。曾任中国水产联合总公司总经理，1992年5月，升任中华人民共和国农业部副部长。